# Grand Prix Formule 1 van Spanje 1996
De Grand Prix Formule 1 van Spanje 1996 werd gehouden op 2 juni 1996 op het Circuit de Catalunya.

## Uitslag
| Positie | Nummer | Rijder                | Team               | Ronden | Tijd/Opgave         | Startplaats | Punten |
| ------- | ------ | --------------------- | ------------------ | ------ | ------------------- | ----------- | ------ |
| 1       | 1      | Michael Schumacher    | Ferrari            | 65     | 1:59:49.307         | 3           | 10     |
| 2       | 3      | Jean Alesi            | Benetton-Renault   | 65     | +45.302             | 4           | 6      |
| 3       | 6      | Jacques Villeneuve    | Williams-Renault   | 65     | +48.388             | 2           | 4      |
| 4       | 15     | Heinz-Harald Frentzen | Sauber-Ford        | 64     | +1 Ronde            | 11          | 3      |
| 5       | 7      | Mika Häkkinen         | McLaren-Mercedes   | 64     | +1 Ronde            | 10          | 2      |
| 6       | 10     | Pedro Diniz           | Ligier-Mugen-Honda | 63     | +2 Rondes           | 17          | 1      |
| NF      | 17     | Jos Verstappen        | Arrows-Hart        | 47     | Spin                | 13          |        |
| NF      | 11     | Rubens Barrichello    | Jordan-Peugeot     | 45     | Differentieel       | 7           |        |
| NF      | 4      | Gerhard Berger        | Benetton-Renault   | 44     | Spin                | 5           |        |
| NF      | 14     | Johnny Herbert        | Sauber-Ford        | 20     | Spin                | 9           |        |
| NF      | 12     | Martin Brundle        | Jordan-Peugeot     | 17     | Differentieel       | 15          |        |
| DQ      | 19     | Mika Salo             | Tyrrell-Yamaha     | 16     | Gediskwalificeerd   | 12          |        |
| NF      | 5      | Damon Hill            | Williams-Renault   | 16     | Spin                | 1           |        |
| NF      | 18     | Ukyo Katayama         | Tyrrell-Yamaha     | 8      | Elektrisch probleem | 16          |        |
| NF      | 2      | Eddie Irvine          | Ferrari            | 1      | Spin                | 6           |        |
| NF      | 9      | Olivier Panis         | Ligier-Mugen-Honda | 1      | Botsing             | 8           |        |
| NF      | 21     | Giancarlo Fisichella  | Minardi-Ford       | 1      | Botsing             | 19          |        |
| NF      | 8      | David Coulthard       | McLaren-Mercedes   | 0      | Botsing             | 14          |        |
| NF      | 16     | Ricardo Rosset        | Arrows-Hart        | 0      | Botsing             | 20          |        |
| NF      | 20     | Pedro Lamy            | Minardi-Ford       | 0      | Botsing             | 18          |        |
| NQ      | 22     | Luca Badoer           | Forti-Ford         |        | 107% Regel          | 21          |        |
| NQ      | 23     | Andrea Montermini     | Forti-Ford         |        | 107% Regel          | 22          |        |

## Wetenswaardigheden
- De race vond plaats in hevige regen.
- Mika Salo werd gediskwalificeerd doordat hij van wagen wisselde terwijl dit niet meer mocht.
- Michael Schumacher behaalde zijn eerste overwinning voor Ferrari
- Pedro Diniz behaalde zijn eerste punten.

## Statistieken
| Pole-position | Damon Hill         | Williams-Renault | 1:20.650 |
| Snelste ronde | Michael Schumacher | Ferrari          | 1:45.517 |

## Noot
- Dit was de honderdste Grand Prix-start voor een Canadese coureur.

1913 · 1923 · 1926 · 1927 · 1933 · 1934 · 1935 · 1951 · 1954 · 1967 · 1968 · 1969 · 1970 · 1971 · 1972 · 1973 · 1974 · 1975 · 1976 · 1977 · 1978 · 1979 · 1980 · 1981 · 1986 · 1987 · 1988 · 1989 · 1990 · 1991 · 1992 · 1993 · 1994 · 1995 · 1996 · 1997 · 1998 · 1999 · 2000 · 2001 · 2002 · 2003 · 2004 · 2005 · 2006 · 2007 · 2008 · 2009 · 2010 · 2011 · 2012 · 2013 · 2014 · 2015 · 2016 · 2017 · 2018 · 2019 · 2020 · 2021 · 2022 · 2023 · 2024 · 2025 · 2026